# هاروکا توماتسو
هاروکا توماتسو (انگلیسی: Haruka Tomatsu؛ زادهٔ ۴ فوریهٔ ۱۹۹۰) صداپیشه، و خواننده اهل ژاپن است که توسط میوزیک رین استخدام شده است. وی از سال ۲۰۰۷ میلادی تاکنون مشغول فعالیت بوده است. توماتسو کار صداپیشگی شخصیت‌هایی همچون آسونا یوکی در اسورد آرت آنلاین، زیرو تو در دارلینگ در فرنکس، لالا ساتالین در تورابورو، کیوکو هوری در هوریمیا، مرجانه در ماگی: هزارتوی جادو، آیریس کنری در وایولت اورگاردن، رنا کاریو در ری‌لایف، و ناروکو آنجو در آنوهانا: گلی که آن روز دیدیم به عهده داشته است.
توماتسو کار خوانندگی را در سال ۲۰۰۸، با اجرای ترانهٔ «نیسانس» آغاز کرد، که به عنوان آهنگِ زمینه پایانی مجموعه تلویزیونی درام اینجا گرین‌وود است استفاده شد. او در سال ۲۰۰۹، به یکی از اعضای گروه ژاپنی جی-پاپ اسفیر (در ژاپنی سوفیا)، در کنار آکی تویوساکی، میناکو کوتوبوکی، و آیاهی تاکاگاکی تبدیل شد.

## حرفه

### بازیگری و صداپیشگی
توماتسو در ایچینومیا، آیچی، ژاپن به دنیا آمد. او حرفه صداپیشگی را زمانی آغاز کرد که در آزمونی که از سال ۲۰۰۵ تا ۲۰۰۶ توسط موزیک رایان، یکی از شرکت‌های تابعه سونی میوزیک انترتینمنت ژاپن برگزار شد، شرکت کرد. در ژانویه ۲۰۰۶، او در آزمون تست سیندرلای توهو شرکت کرد، که توسط توهو انترتینمنت برگزار شد.
توماتسو حرفهٔ صداپیشگی خود را در سال ۲۰۰۷ با ایفای نقش یک دانش‌آموز در مجموعه تلویزیونی انیمه گاکوئن یوتوپیا مانابی استریت! آغاز کرد. در همان سال، او اولین نقش اصلی خود را در نقش کورتیکارته آپا لاگرانگس در شینکیوکو سوکایی پولیفونیکا بازی کرد.
پس از فارغ‌التحصیلی از دبیرستان، توماتسو در سال ۲۰۰۸ به توکیو نقل مکان کرد تا به دانشگاه برود و حرفه صداپیشگی خود را ادامه دهد. در همان سال، او نقش‌های شیهو سانومیا را در جوخهٔ سایکیک، لالا ساتالین در تورابورو، و ناگی در کاماگی: دوشیزگان دیوانه معبد بازی کرد. سپس اولین بازی لایو اکشن خود را در نقش میئِکو نیتا در مجموعهٔ درام اینجا گرین‌وود است انجام داد. او همچنین نقش آمی میساکی را در سریاg تلویزیونی درام آراِچ پلاس بازی کرد. توماتسو در سال ۲۰۰۹، جایزهٔ تازه‌کار سال را در سومین دوره جوایز سییو دریافت کرد.
در سال ۲۰۱۲، توماتسو کار صداپیشگی شخصیت آسونا یوکی در اسورد آرت آنلاین را به عهده گرفت. در سال ۲۰۱۳، او جایزه بهترین بازیگر نقش مکمل زن را در هفتمین جوایز سییو و جایزه سیرنژی را برای بازی در ساعت یو-کای در نهمین جوایز سییو دریافت کرد. در سال ۲۰۱۸، او در نقش خودش در سریال درام تلویزیونی کوئه گرل! ظاهر شد، که او را به عنوان یک صداپیشه که شخصیت‌های اصلی سریال را پشتیبانی می‌کند، ظاهر شد؛ این سریال همچنین تصاویری از یکی از کنسرت‌های او را به نمایش گذاشت. او همچنین نقش شخصیت «زیرو تو» را در مجموعه تلویزیونی دارلینگ در فرنکس بازی کرد. در سال ۲۰۲۱، او نقش کیوکو هوری را در هوری-سان و میامورا-کون بازی کرد.